# 存在証明 (KID PHENOMENON from EXILE TRIBEの曲)
「存在証明」（そんざいしょうめい）は、KID PHENOMENON from EXILE TRIBEの2枚目のシングル。2023年11月29日にソニー・ミュージックレコーズから発売。

## 概要
KID PHENOMENON from EXILE TRIBEの2枚目のシングル。

## メディアでの使用
存在証明
フジテレビ『るろうに剣心 -明治剣客浪漫譚- 』第二クールエンディング・テーマ

## 収録曲
1. 存在証明 [3:27]
作詞・作曲：辻村有記・Naoki Itai、編曲：辻村有記
2. OMW [3:16]
作詞：BBY NABE・MADLEMON、作曲・編曲：MADLEMON
3. Purple Dawn [3:04]
作詞：TSINGTAO・Samuel Kim・U-KIRIN、作曲：TSINGTAO・Samuel Kim、編曲：U-KIRIN・TSINGTAO

### DVD

#### 初回生産限定盤
1. 存在証明 -Music Video-
2. 存在証明 -Music Video Making Movie-

#### 期間生産限定盤
1. TVアニメ『るろうに剣心 －明治剣客浪漫譚－』第二クールノンクレジットED映像
2. 存在証明 -Music Video-

## 存在証明 - From THE FIRST TAKE
「存在証明 - From THE FIRST TAKE」は、KID PHENOMENON from EXILE TRIBEの楽曲。配信限定シングルとして2024年1月26日にリリースされた。
本曲は、2023年11月29日に出演したYouTubeチャンネル『THE FIRST TAKE』の歌唱音源である。